# Geneviève Dormann
Geneviève Dormann (* 24. September 1933 in Paris; † 13. Februar 2015 ebenda) war eine französische Journalistin und Schriftstellerin. In beiden Tätigkeiten verwendete Dormann neben ihrem eigenen Namen auch die Pseudonyme Dobermann, Le hussard en jupons, Luronne und Tigresse.

## Leben und Wirken
Dormann war die Tochter des Verlegers und Abgeordneten Maurice Dormann (1881–1947).
Während des Zweiten Weltkriegs (→Deutsche Besetzung Frankreichs im Zweiten Weltkrieg) verließ sie zusammen mit ihrer Familie Paris und ließ sich in Tours (Département Indre-et-Loire) nieder. 1943 ließ sich die Familie in Maisse (Département Essonne) nieder und kehrte 1944 nach der Befreiung von Paris in die Hauptstadt zurück.
Durch die Kontakte ihres Vaters konnte Dormann das Internat Maison d’éducation de la Légion d’honneur besuchen, das im Schloss Écouen eingerichtet worden war. Später wechselte sie an das Lycée Jean-de-la-Fontaine in Paris (16. Arrondissement). 1950 brach sie ohne Baccalauréat ihren Schulbesuch ab und heiratete noch im selben Jahr den Maler Philippe Lejeune (1924–2014) und bekam mit ihm drei Töchter.
Fünf Jahre später ließ Dormann sich scheiden, heiratete den Schriftsteller Jean-Loup Dabadie (1938–2020) und hatte mit ihm eine Tochter. In diese Jahre fallen auch ihre ersten Schreibversuche. Ab 1959 konnte man regelmäßig ihre Veröffentlichungen in Zeitschriften und Zeitungen wie Le Figaro Magazine, Marie Claire, Le Point und Le Nouveau Candide finden.
Anlässlich einiger politischen Veröffentlichungen arbeitete sie auch mit dem Journalisten Robert Barrat zusammen. Gleich ihm lehnte sie den Algerienkrieg ab und gehörte im September 1960 ebenfalls zu den Unterzeichnern des Manifests der 121.
Durch die Bekanntschaft mit dem Schriftsteller Jean Cayrol nahm ihre Karriere als Schriftstellerin ihren Anfang. Parallel dazu veröffentlichte Dormann auch weiterhin in Zeitschriften. Als sich 1979 in Paris die Redaktion der Zeitschrift Geo etablierte, gehörte Dormann zu den Gründungsmitgliedern. Sie zählte auch zu den größten Freunden des Literaturzirkels Les Hussards und unterstützte Kollegen wie Antoine Blondin, Michel Déon, Jean Dutourd, Kléber Haedens, Jacques Laurent und Roger Nimier u. a. durch wohlmeinende Rezensionen.
Ende 2013 vermachte Dormann alle ihre Manuskripte, Unterlagen und ihre Bibliothek der Bibliothèque nationale de France. Am 13. Februar 2015 starb Geneviève Dormann im Alter von 81 Jahren in Paris und fand dort auch ihre letzte Ruhestätte.

## Ehrungen
- 1968 Prix de la Plume de Diamant für den Roman La passion selon Saint Jules
- 1971 Prix des Quatre-Jurys für den Roman Je t'apporterais des orages
- 1972 Ordre des Arts et des Lettres[2]
- 1974 Prix des Deux Magots für den Roman Le bateau du courier
- 1983 Prix Kléber-Haedens für den Roman Le roman de Sophie Trébuchet
- 1989 Grand Prix du Roman de l’Académie française für den Roman Le bal du Dodo
- 1999 Prix Maurice-Genevoix für den Roman Adieu, phénomène

## Werke (Auswahl)

### Als Autorin
Erzählungen
- La première pierre. 1957.
- Amoureuse Colette. 1984.
- Paris est une ville pleine de lions. 1991.

Essays
- La gourmandise de Guillaume Apollinaire. 1994.

Romane
- La petite main.
  - deutsch: Die Gespielin. Ullstein, Frankfurt/M. 1995, ISBN 3-548-23620-0.
- La fanfaronne. 1959.
  - deutsch: Das gläserne Herz. Desch, München 1960.
- Le chemin des dames. 1964.
- La passion selon Saint-Jules. 1967.
- Je t’apporterai des orages. 1971.
  - deutsch: Ich bringe dir den Sturm. Ullstein, Frankfurt/M. 1994, ISBN 3-548-23237-X.
- Le bateau du courrier. 1974.
- Mickey l’ange. 1980.
- Fleur de pêche. 1980.
- Le roman de Sophie Trébuchet. 1983.
  - deutsch: Sophie. Historischer Roman. Ullstein, Berlin 1996, ISBN 3-550-06748-8.
- Le livre du point de croix. 1986/87.[3]

1. Le livre du point de croix.
2. Alphabets.
3. Fleurs et fruits.
4. Marquoirs.

- Le bal du Dodo. 1989.
  - deutsch: Zaubervogel. Ullstein, Frankfurt/M. 1996, ISBN 3-548-24102-6.
- Adieu, phénomène. 1999.

Drehbuch
- Der Fangschuß. 1976

### Als Übersetzerin
- Herbert Kubly: Italie (Life autour du monde; Bd. 1). Paris 1960[4]
- James Barlow: L'inculpe. Paris 1962.[5]